# Basílica de Nuestra Señora de Itatí
La Basílica de Nuestra Señora de Itatí es un santuario y templo católico, centro principal de veneración a la imagen de la Virgen de Itatí y emplazado frente a la plaza principal de Itatí, provincia de Corrientes, Argentina.
La devoción proviene de una escultura de madera que fue llevada a una reducción indígena existente en lo que hoy es Itatí, la imagen de María habríase manifestado en 1615 indicando su voluntad de permanecer en ese lugar. La basílica es la última de 9 santuarios destinadas a la veneración de dicha imagen. La construcción comenzó en 1938 bajo la dirección del italiano Alfredo Gibellini, siendo habilitado parcialmente el 16 de julio de 1950, en el cincuentenario de la Coronación de la Virgen.
Su tamaño y diseño son únicos en esta región. Sus medidas son de 81 metros de largo por 63 metros de ancho, con una capacidad de albergar 9.000 fieles en su interior. Su cúspide, coronada por una imagen de la Virgen hecha en cobre, alcanza los 88 metros, siendo la más alta de Sudamérica. La capilla que servía de santuario con anterioridad a la construcción de la basílica aún perdura a un costado de la misma, habiendo sido convertida en Museo Sacro. Sus tres naves se encuentran ornamentadas con grandes columnas, murales, bajorrelieves y ventanales, a través de los cuales ingresa una tímida luz que otorga un ambiente de serenidad al recinto.
Detrás del altar mayor se encuentra el camarín de la Virgen, una suerte de capilla-oratoria destinada a una meditación y contemplación más íntima. El fondo del camarín cuenta con un bello mural que representa indígenas con instrumentos musicales autóctonos venerando a la Virgen a orillas del río Paraná. Asimismo, la imagen principal de la Virgen se encuentra dentro de una vitrina giratoria, la cual en horarios de misa, la imagen permanece mirando hacia el altar mayor, mientras que durante la adoración silenciosa, la Virgen gira hasta quedar ubicada de espaldas al altar mayor, mirando hacia el camarín.
Frente al templo se encuentra la plaza principal del pueblo, y ubicada a 200 metros de la costa del río Paraná. La navegación de dicho río a esta altura permite tener una excelente visual de la cúpula del templo. Separa la plaza del santuario una calle, la cual congrega la mayor parte de fieles durante las fiestas patronales.

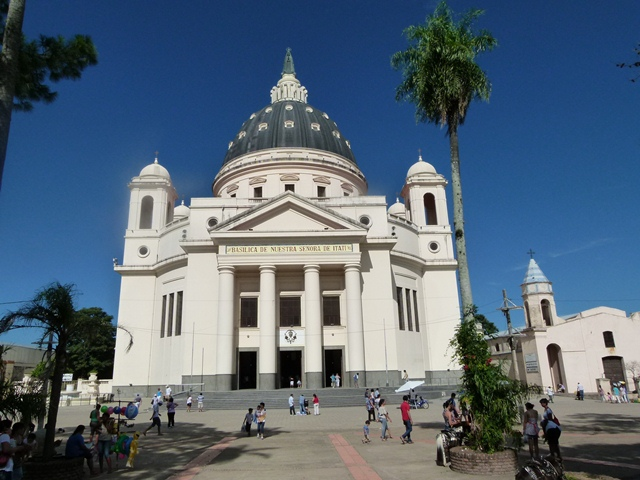
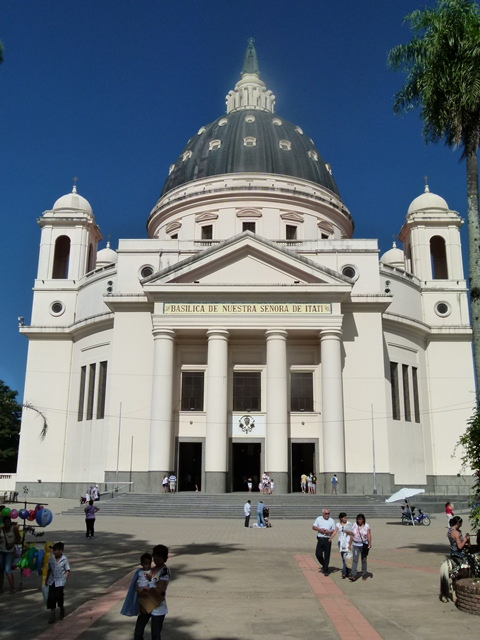
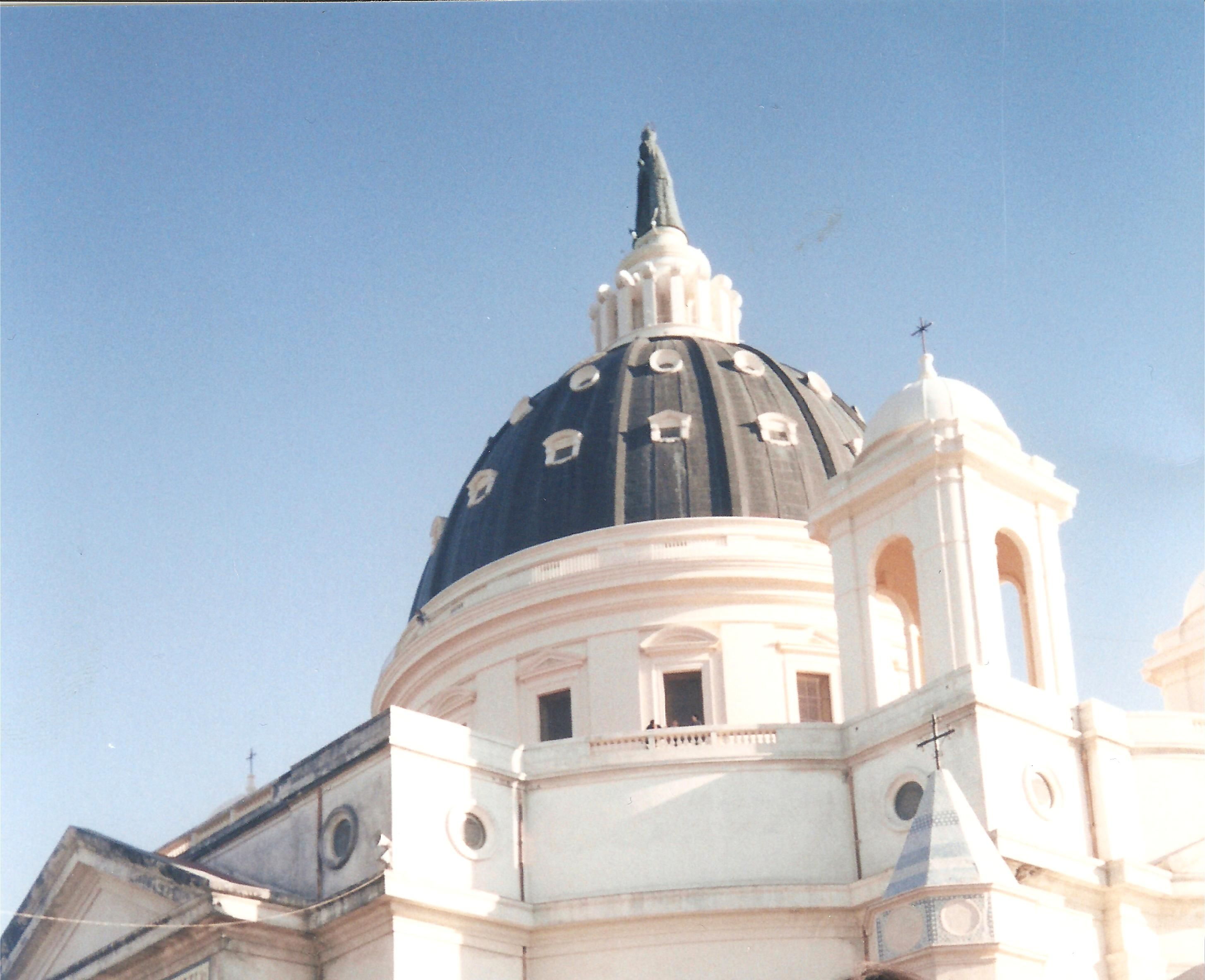
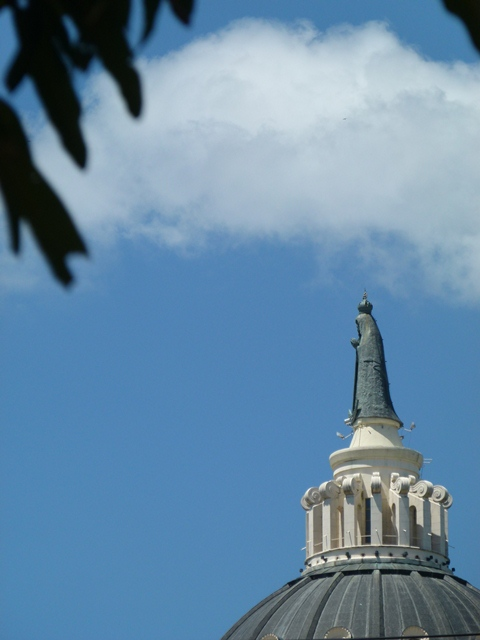
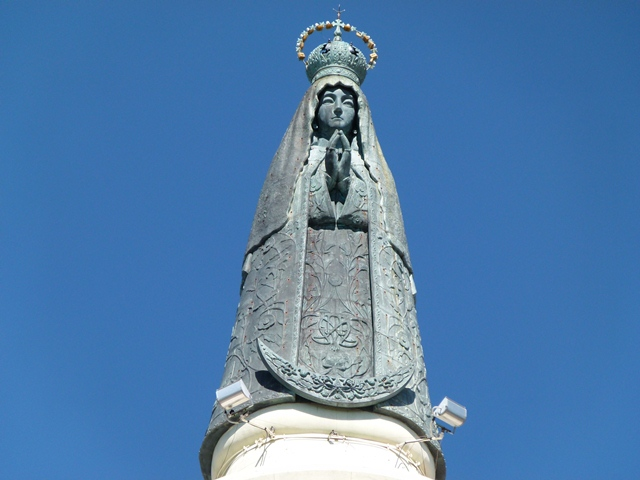
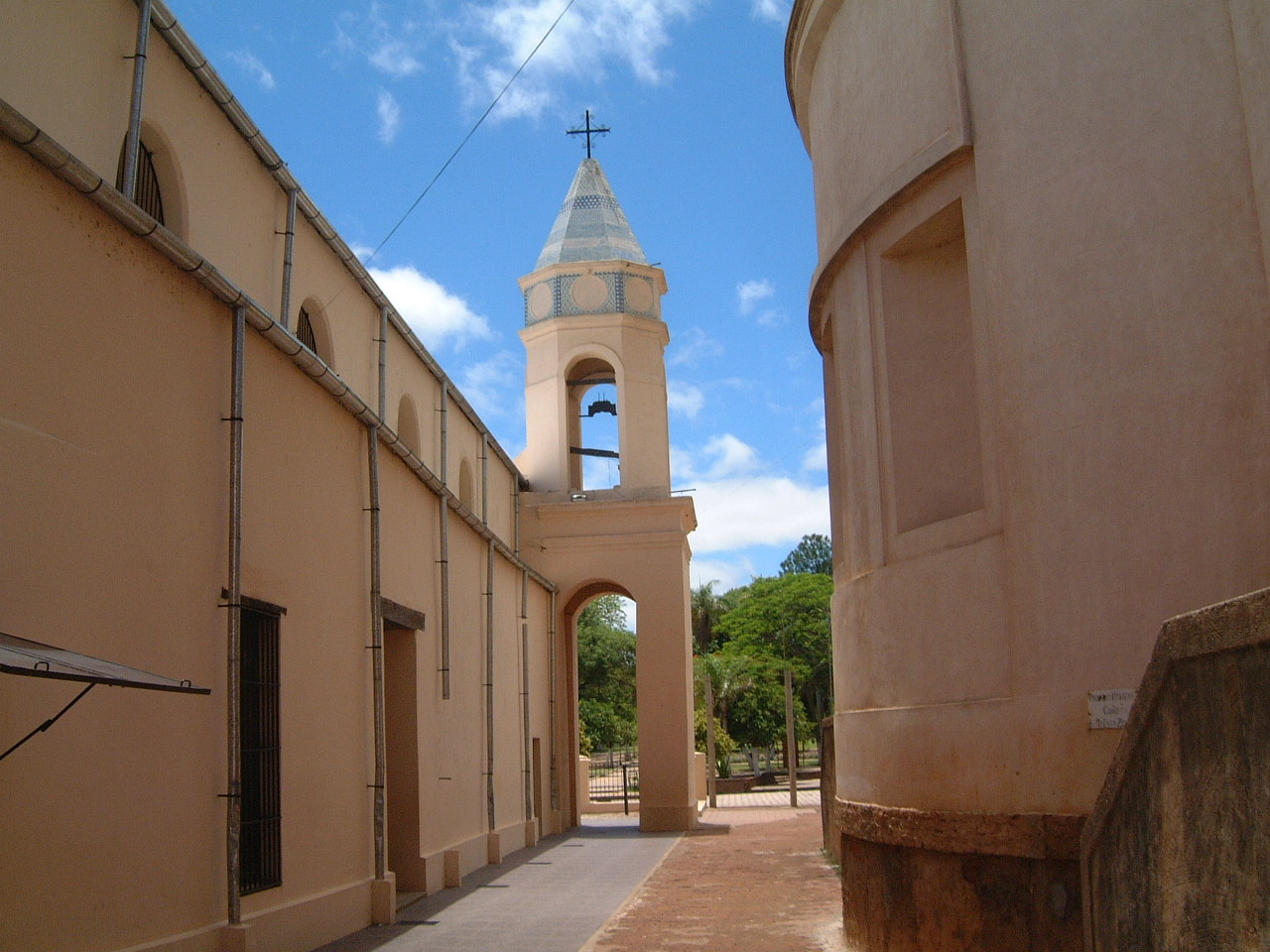
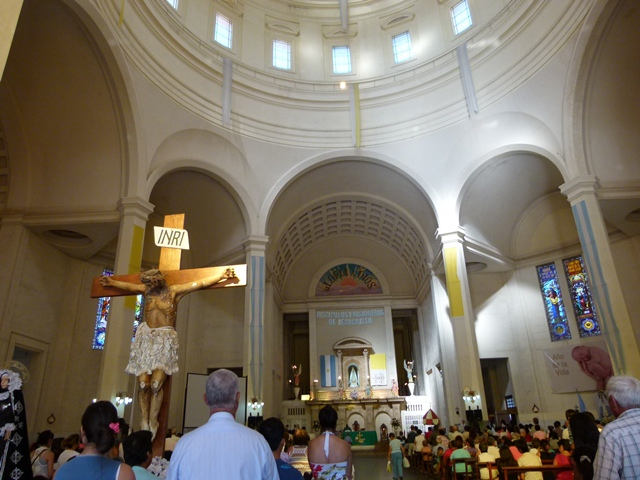
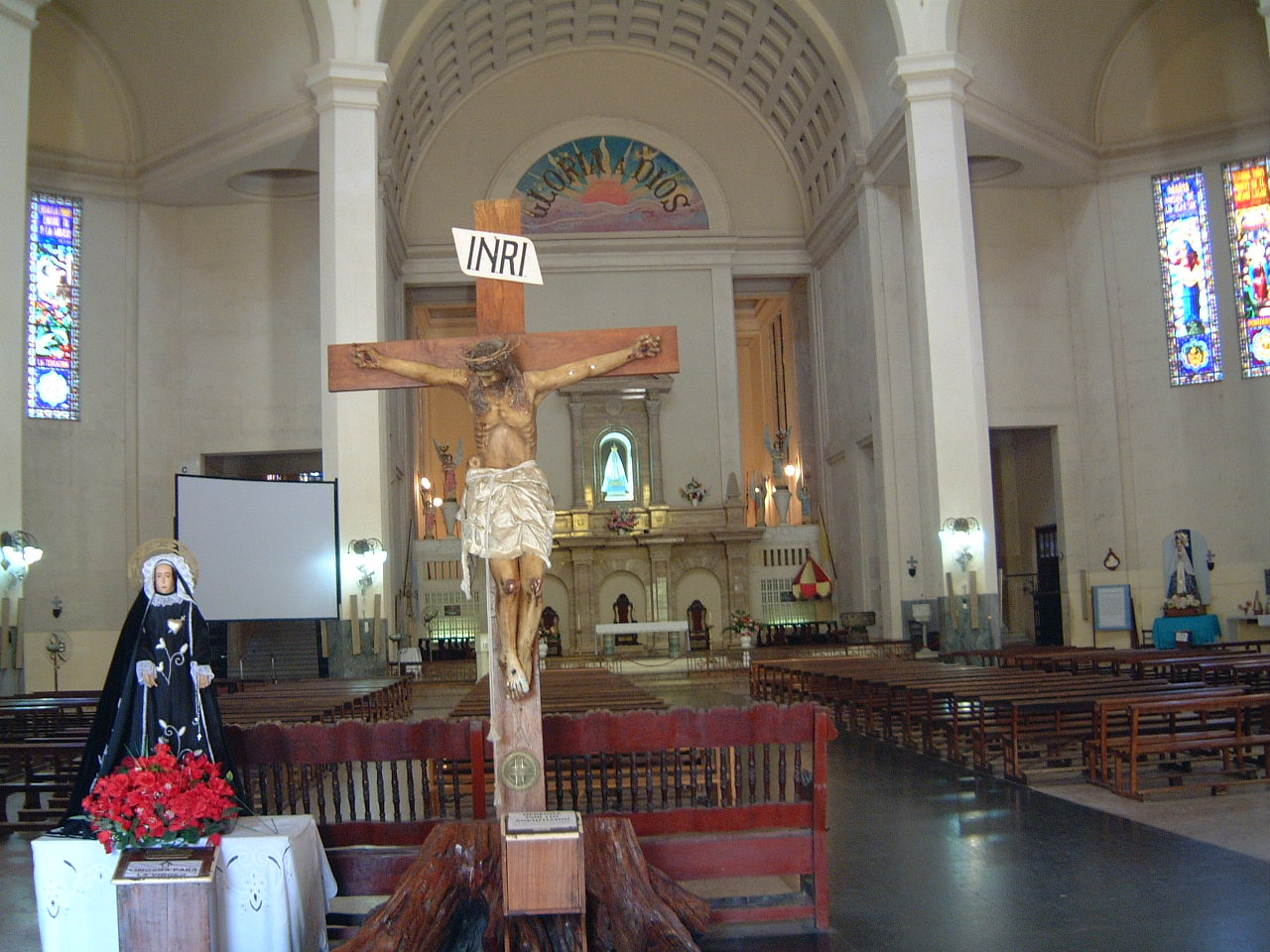
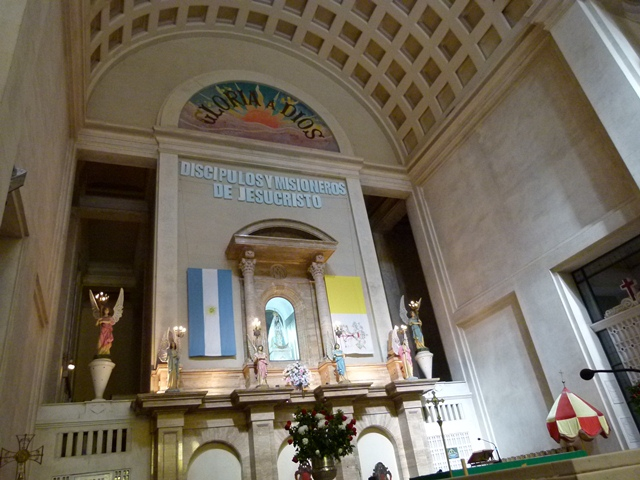
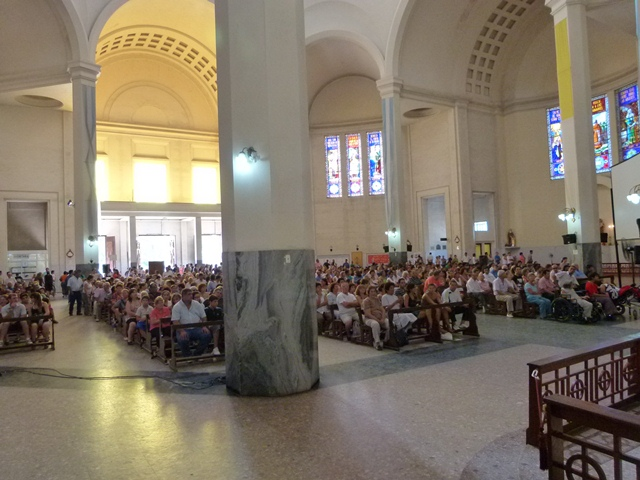